# Almásy Lajos
Filiczi Almássy Lajos (ritkábban: Almássy; (Pongrácfalva, 1765. augusztus 25. – Lőcse, 1838. november 8.) földbirtokos, alispán, politikus, országgyűlési követ.
Magyar királyi tanácsos, szepes megyei nagybirtokos és alispán volt. Az 1825–1826-os pozsonyi országgyűlésen Szepes vármegye országgyűlési követe volt. 

## Művei
Két munkája jelent meg nyomtatásban:
- Opinio ex parte statuum r. catholicorum com. Scepusiensis in objecto causarum transitus a fide r. catholica ad sacra evangelica. Leutschoviae, 1800.
- Sermones occasione restaurationis in comitatu Scepus. 1813. celebratae.

Arcképe megjelent a Ponori Thewrewk József-féle „Magyar Pantheon"-ban.